# Edoardo Vesentini
Edoardo Vesentini (Roma, 31 maggio 1928 – Pisa, 28 marzo 2020) è stato un matematico e politico italiano.

## Biografia
Si laureò in Scienze Matematiche all'Università di Milano nel 1950 e ottenne la libera docenza in Geometria nel 1956. Diventò lecturer nella Northwestern University a Evanston (Illinois) nell'anno accademico 1957/1958 e fu membro dell'Institute for Advanced Studies di Princeton, New Jersey, dal settembre 1958 al dicembre 1959. Divenne poi professore ordinario di Geometria nell'Università di Pisa dal 1959 al 1967 e nella Scuola Normale Superiore di Pisa dal 1967 al 1996. Successivamente fu professore ordinario di Analisi Matematica nel Politecnico di Torino dal 1996.
Fu research associate nell'Università Harvard nell'anno accademico 1963/1964 e visiting professor nell'Institut des Hautes Études Scientifiques, Bures-sur-Yvette, nel 1961 e nel 1967; nel Tata Institute of Fundamental Research, Bombay, nel 1965; nelle Università del Cairo e di Istanbul (quale esperto dell'UNESCO) nel 1966; nel Forschungsinstitut für Mathematik, Zurigo, nel 1968. Research professor nell'Università del Maryland dal 1971 al 1980.
Presidente dell'Istituto nazionale di alta matematica dal 1977 al 1985, fu vice-direttore della Scuola Normale Superiore di Pisa dal 1968 al 1970 e poi suo direttore dal 1978 al 1987. Venne eletto come indipendente di sinistra Senatore della Repubblica per la legislatura dal 1987 al 1992. Nel 1989 fu ministro della ricerca nel governo ombra del PCI.
Fu socio corrispondente dell'Accademia Nazionale dei Lincei dal 1979, socio nazionale dal 1988, presidente dal 1997. Fu inoltre socio corrispondente dell'Istituto Lombardo di Scienze e Lettere dal 1979, socio corrispondente dell'Accademia delle Scienze di Torino dal 1995, socio dell'Accademia Nazionale dei XL dal 1997, socio straniero dell'Accademia russa delle scienze, socio e della Fundación Academia Europea e Iberoamericana de Yuste dal 2000.
Ottenne il Premio Pomini (1956), il Premio Bonavera (1959), il Premio Caccioppoli (1962), la Medaglia d'oro della Società Italiana delle Scienze (1975), il Premio Feltrinelli (1981), la Medaglia d'oro di Benemerito della Scuola, della Cultura e dell'Arte e la nomina a Grande Ufficiale dell'Ordine "Al Merito della Repubblica".
È morto a Pisa il 28 marzo 2020.